# Guyanaeufonia
Guyanaeufonia (Euphonia finschi) är en fågel i familjen finkar inom ordningen tättingar. Den förekommer i olika skogstyper i ett område i norra Sydamerika. Beståndet anses vara livskraftigt.

## Utseende och läte
Guyanaeufonian är en liten fink. Hanen har gult på panna och buk som kontrasterar med mörk strupe. Honan är mestadels matt gul och grön. Hanen är mycket lik purpurstrupig eufonia men är fylligare färgad undertill. Honan är mest lik purpureufonia och skiljs bäst genom medföljande hanens utseende. Lätet som ofta hörs är en dubblerad sorgesam vissling.

## Utbredning och systematik
Fågeln förekommer från sydöstra Venezuelas anslutning till Guyana och norra Brasilien (norra Roraima). Den behandlas som monotypisk, det vill säga att den inte delas in i några underarter.

### Familjetillhörighet
Tidigare behandlades släktena Euphonia och Chlorophonia som tangaror, men DNA-studier visar att de tillhör familjen finkar, där de tillsammans är systergrupp till alla övriga finkar bortsett från släktet Fringilla.

## Levnadssätt
Guyanaeufonian hittas i olika typer av skogsstyper, inklusive kust- och savannskog. Den ses vanligen i trädtaket och kring fruktbärande träd. Fågeln påträffas oftast i par och smågrupper. Den kan sitta still under långa perioder innan den flyger iväg i fjärran.

## Status
Arten har ett stort utbredningsområde och beståndet anses stabilt. Internationella naturvårdsunionen IUCN listar den därför som livskraftig (LC).

## Namn
Fågelns vetenskapliga artnamn hedrar den tyske zoologen Otto Finsch (1839-1917).